# Creep (песня Stone Temple Pilots)
«Creep» — песня американской рок-группы Stone Temple Pilots, выход которой состоялся в 1993 году в качестве сингла с дебютного студийного альбома Core. Также песня включена в сборник лучших хитов группы Thank You. Концертная версия песни с участием Аарона Льюиса была включена в концертный альбом, записанный с турне The Family Values 2001 года.

## Композиция
В интервью Songfacts в ноябре 2014 года Скотт Уайланд сказал: «Эта песня про молодого себя, застрявшего между детством и юношеством. Это юношеская апатия, переосмысление себя, чувство, что ты не вписываешься в общество».
На файлообменных и лирических сайтах, таких как LimeWire и Kazaa, песня «Creep» часто ошибочно воспринималась как песня «Half the Man I Used to Be» группы Nirvana.
Версия песни, которая была выпущена в качестве промо-сингла 1993 года, содержит другие вокальные партии в куплетах, не такие как в альбомной версии, в первую очередь с другой мелодией и добавлением перкуссии во втором куплете, который чаще всего исполняется вживую.

## Видеоклип
К песне «Creep» было снято два видеоклипа. Вышедший в эфир клип был снят режиссёром Грэмом Джойсом после того, как версия режиссёра Гаса Ван Сента была отложена из-за упоминаний наркотиков и секса.

## Текст песни
Текст песни был написан вокалистом Скоттом Вейландом и басистом Робертом Делео. Делео также написал музыку к песне. Делео сказал о «Creep»:
С музыкальной точки зрения я думал о песне в духе «Heart of Gold» Нила Янга, которая написана в тональности ре-минор, самой грустной тональности из всех. Скотт думал о текстах песен, и в то время в нашей жизни мы испытывали очень большие трудности. То, о чём писал Скотт, было реальной жизненной ситуацией. И ещё насчёт меня, насчёт пистолета. «Creep» — очень унизительное слово. Это был один из тех случаев, когда мы смотрели на себя, смотрели в зеркало.

## Список композиций
1. «Creep» [New Radio Version] — 4:31
2. «Crackerman» — 3:12
3. «Where the River Goes» — 8:20

### Список композиций в Германии
1. Creep
2. Dead and Bloated
3. Piece of Pie

## Позиции в чартах
| Хит-парад (1994)                    | Высшая позиция |
| ----------------------------------- | -------------- |
| Австралия (ARIA)                    | 76             |
| Канада (RPM Top Singles)            | 45             |
| Новая Зеландия (Recorded Music NZ)  | 24             |
| США (Billboard Radio Songs)         | 59             |
| США (Billboard Alternative Airplay) | 12             |
| США (Billboard Mainstream Rock)     | 2              |

| Хит-парад (2015)                             | Высшая позиция |
| -------------------------------------------- | -------------- |
| США (Billboard Hot Rock & Alternative Songs) | 12             |